# Neomochtherus comosus
Neomochtherus comosus är en tvåvingeart som först beskrevs av James Stewart Hine 1918.  Neomochtherus comosus ingår i släktet Neomochtherus och familjen rovflugor.
Artens utbredningsområde är Kalifornien. Inga underarter finns listade i Catalogue of Life.